# Watarase Keikoku Tetsudō
Die Watarase Keikoku Tetsudō (jap. わたらせ渓谷鐵道株式会社 Watarase Keikoku Tetsudō kabushiki-gaisha), kurz auch Watetsu (わ鐵) genannt, ist eine japanische Bahngesellschaft mit Sitz in Midori in der Präfektur Gunma. Sie betreibt die Watarase-Keikoku-Linie im oberen Watarase-Tal.

## Unternehmen
Bei der Watarase Keikoku Tetsudō handelt es sich um ein so genanntes „Unternehmen des dritten Sektors“, einer Kooperation zwischen der öffentlichen Hand und Privatunternehmen. Die wichtigsten Aktionäre per 31. März 2019 sind die Präfektur Gunma (16,66 %), die Städte Midori (10,34 %), Kiryū (8,00 %) und Nikkō (6,69 %) sowie die Gunma Bank, die Ashikaga Bank und die Towa Bank mit je 3,08 %.
Hauptgeschaftszweig des Unternehmens ist der Betrieb der 44,1 km langen Watarase-Keikoku-Linie, die den Bahnhof Kiryū mit dem Bahnhof Matō verbindet. Außerdem betreibt die Watetsu ein Onsen im Bahnhof Mizunuma und ein Restaurant im Bahnhof Gōdo.

## Fahrzeuge
Zurzeit (2024) verfügt das Unternehmen über 15 Fahrzeuge, darunter neun Dieseltriebwagen, 4 Reisezugwagen und 2 Diesellokomotiven. Typisch ist der kastanienbraune Anstrich, was den Wagen einen „Retro-Look“ verleiht. Das Depot und die Verwaltung befinden sich im Bahnhof Omama.
- Wa89-310: 2 Dieseltriebwagen, eingeführt 1989
- WKT-500: 2 Dieseltriebwagen, eingeführt 2011 und 2015
- WKT-510: 2 Dieseltriebwagen, eingeführt 2013 und 2015
- WKT-520: 2 Dieseltriebwagen, eingeführt 2019 und 2021
- WKT-550: 1 Dieseltriebwagen, eingeführt 2012
- Wa99: 4 Reisezugwagen, 1998 von JR East übernommen
- DE10: 2 Diesellokomotiven, erbaut 1966 und 1978 für die Staatsbahn, 1998 von JR East übernommen

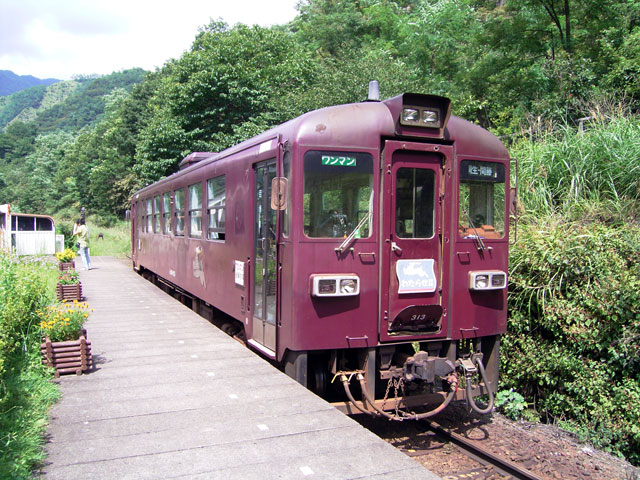
Dieseltriebwagen Wa89-310
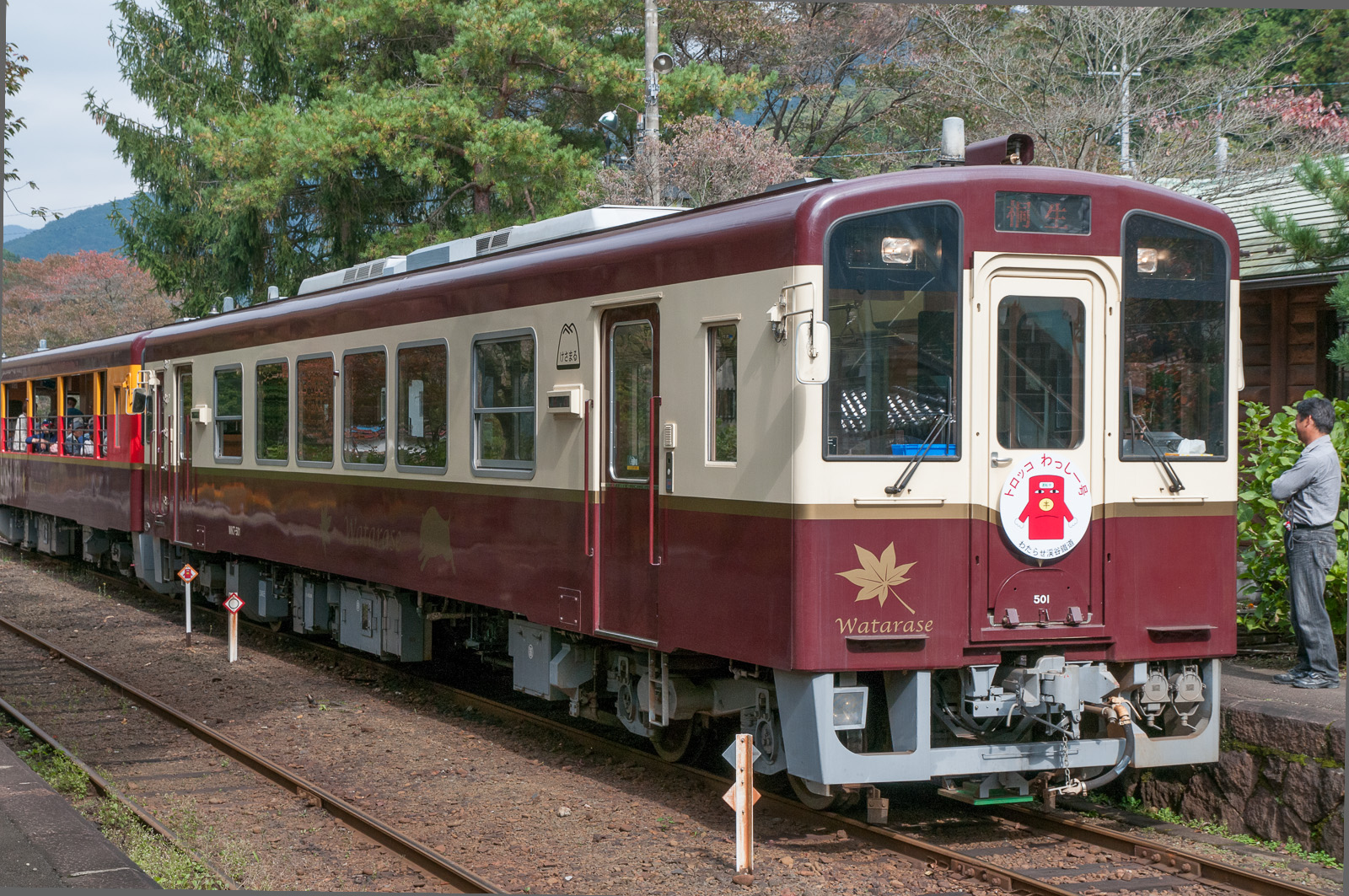
Dieseltriebwagen WKT-500
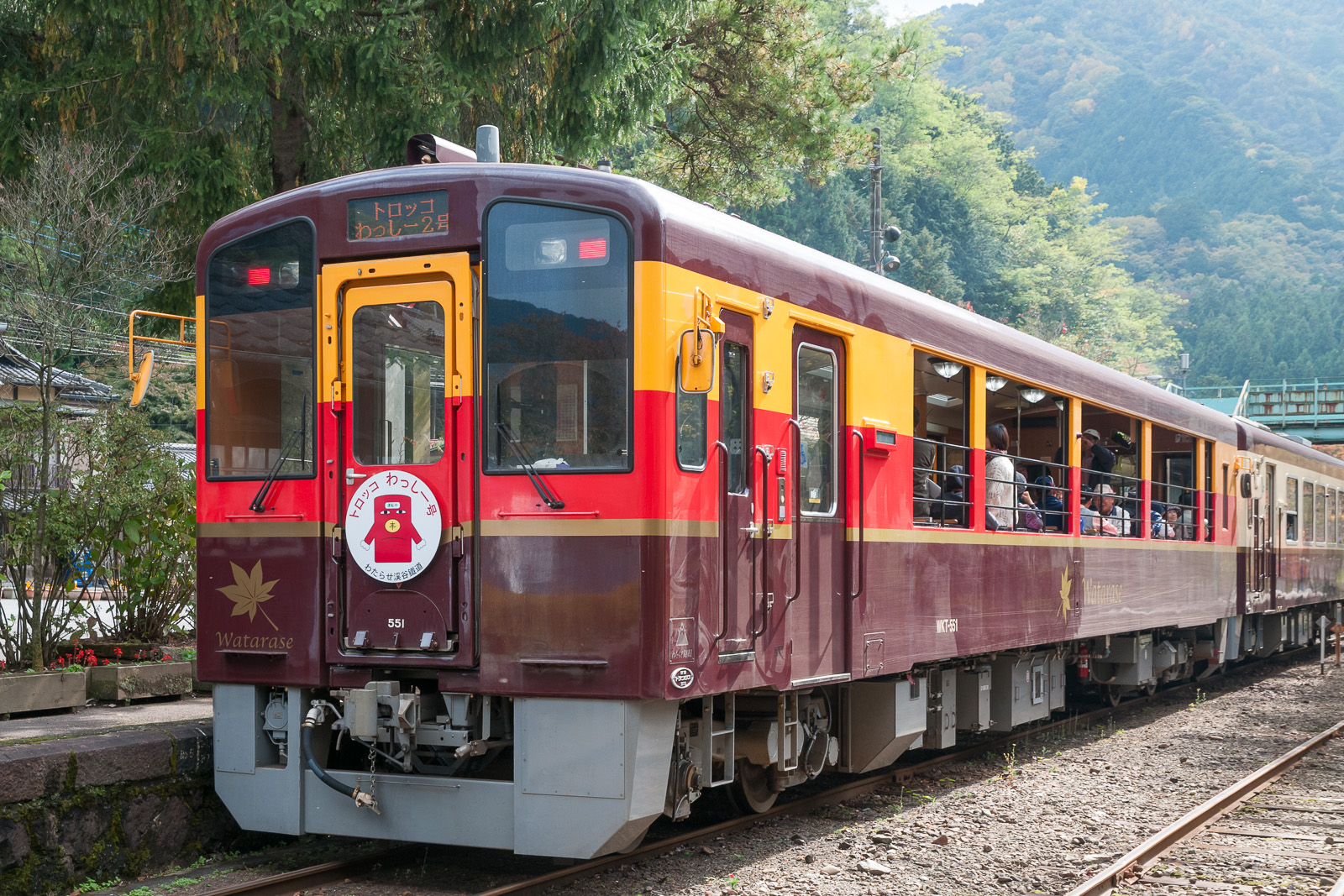
Dieseltriebwagen WKT-550
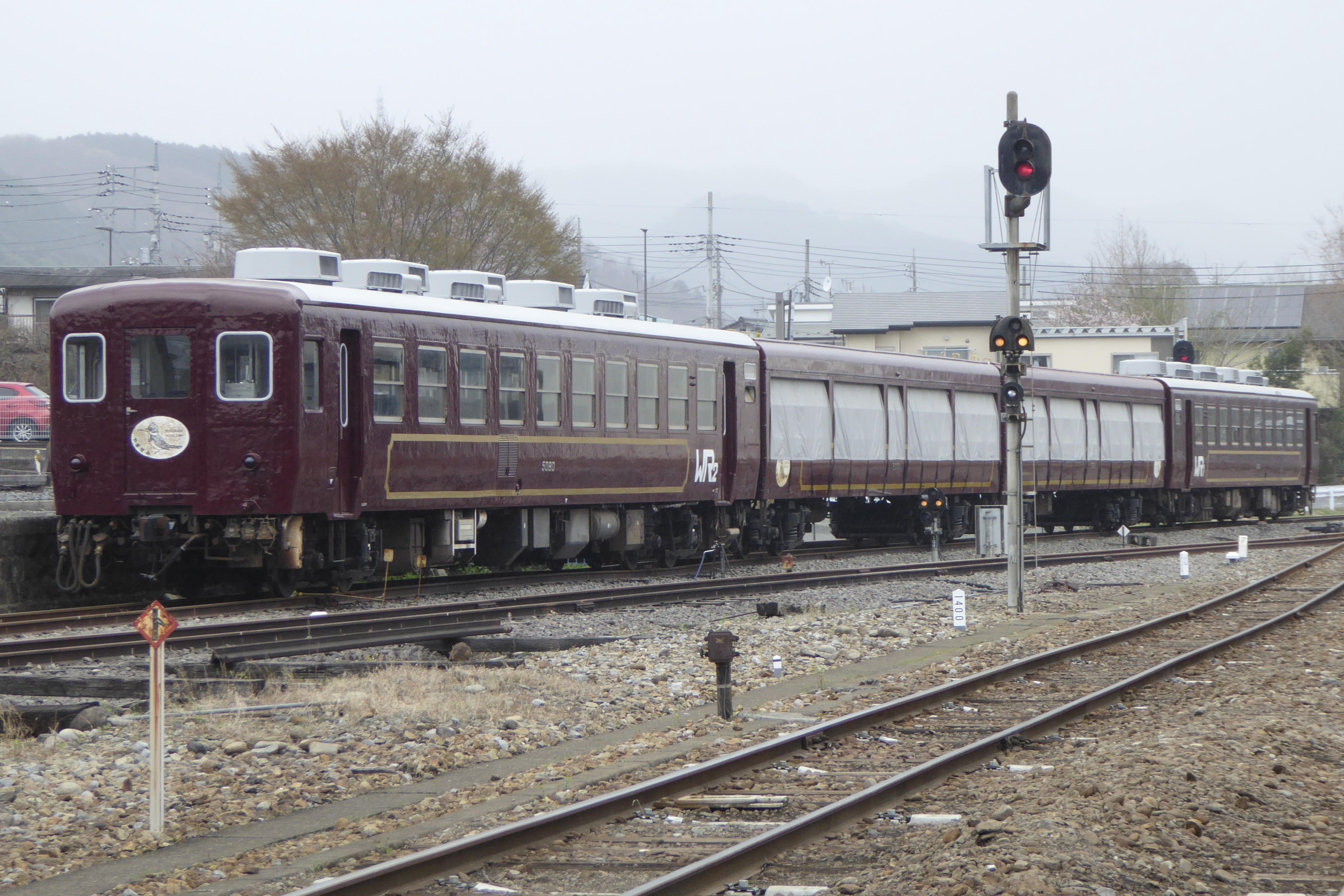
Reisezugwagen WA99
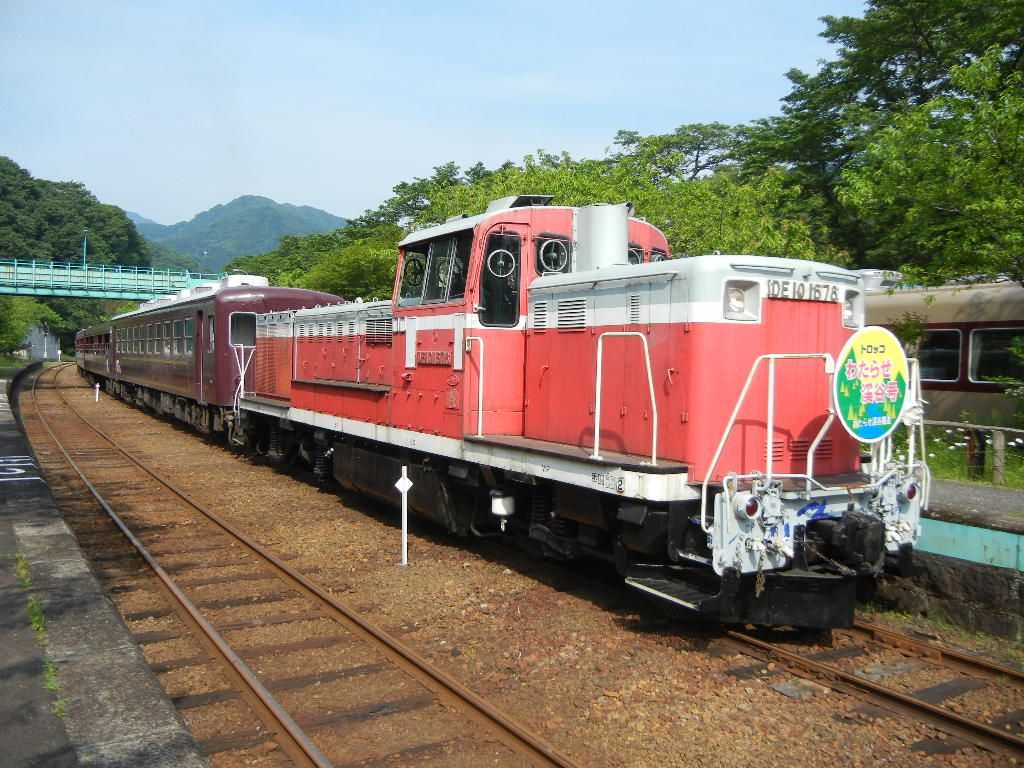
Diesellok DE10

## Geschichte
Im Rahmen der Privatisierung der Japanischen Staatsbahn war die durch das Watarase-Tal führende Watarase-Keikoku-Linie am 1. April 1987 in den Besitz von JR East gelangt. Wegen des hohen Betriebsdefizits wollte die Bahngesellschaft die Strecke möglichst rasch wieder abstoßen, zumal die Staatsbahn bereits einige Jahre zuvor die Stilllegung erwogen hatte. Am 25. Oktober 1988 gründeten verschiedene Gebietskörperschaften und regional verankerte Unternehmen die Watarase Keikoku Tetsudō mit dem Ziel, die Strecke langfristig zu erhalten. Die Übernahme erfolgte am 29. März 1989. Während der Bahnverkehr in den Jahrzehnten zuvor hauptsächlich auf Erztransporte aus dem Ashio-Kupferbergwerk ausgerichtet war, strebte die Watatsu nun eine Ausrichtung auf den Tourismus an. Sie tat dies mit der Eröffnung touristischer Nebenbetriebe und der Einführung von Ausflugszügen.